# Jean Bouttiau
Jean Bouttiau (3 september 1889 - plaats en datum van overlijden onbekend) was een Belgisch voetballer die speelde als middenvelder. Hij voetbalde in Eerste klasse bij Standard Luik en speelde zes interlandwedstrijden  met het Belgisch voetbalelftal.

## Loopbaan
Bouttiau debuteerde in juni 1909 als middenvelder in het eerste elftal van toenmalig Tweedeklasser Standard Luik, waar zijn twee jaar oudere broer Paul reeds actief was. De ploeg werd kampioen en promoveerde naar Eerste klasse. Bouttiau verwierf onmiddellijk een vaste basisplaats in de ploeg die de eerste jaren steeds in de tweede helft van de rangschikking eindigde.
Tussen 1911 en 1912 speelde Bouttiau zes wedstrijden met het Belgisch voetbalelftal en scoorde hierbij één doelpunt, in 1911 in de thuiswedstrijd tegen Frankrijk. Hoewel zijn broer eveneens vier wedstrijden speelde voor het nationale elftal, werden ze nooit samen opgesteld.
In de Belgische voetbalcompetitie die afliep net voor het begin van de Eerste Wereldoorlog eindigde Standard op de voorlaatste plaats samen met La Gantoise. Na het spelen van een testwedstrijd die werd verloren, degradeerde Standard terug naar Tweede klasse. Door het uitbreken van de oorlog zette Bouttiau een punt achter zijn carrière op het hoogste niveau. Hij speelde in totaal 81 wedstrijden in Eerste klasse en scoorde hierbij 16 doelpunten.